# Kradolf-Schönenberg
Kradolf-Schönenberg is een gemeente en plaats in het Zwitserse kanton Thurgau, en maakt deel uit van het district Weinfelden.
Kradolf-Schönenberg telt 3181 inwoners.

## Geschiedenis
De gemeente is in 1996 ontstaan door de fusie van de toenmalige zelfstandige gemeenten Buhwil, Neukirch an der Thur, Kradolf en Schönenberg an der Thur.
Tot eind 2010 behoorde de gemeente tot het opgeheven district Bischofszell.